# Trúc Đường
Trúc Đường, tên thật Nguyễn Mạnh Phác (1911 - 1983) là nhà viết kịch Việt Nam, quê ở thôn Thiện Vinh, xã Cộng Hòa, huyện Vụ Bản tỉnh Nam Định.
Mồ côi mẹ sớm, nhà nghèo, ông cùng em trai là nhà thơ Nguyễn Bính ra Hà Nội mưu sinh.
Ông sáng tác văn học khá nhiều, chuyên soạn kịch về đề tài lịch sử. Những vở kịch nổi tiếng của ông;
- Tấm vóc đại hồng,
- Thái hậu Dương Vân Nga,
- Quang Trung,
- Hoàng Diệu.

Năm ông mất năm 1983, thọ 72 tuổi